# Adast
Adast é uma comuna francesa na região administrativa de Occitânia, no departamento dos Altos Pirenéus. Estende-se por uma área de 1,05 km², Em 2010 a comuna tinha 302 habitantes (densidade: 287,6 hab./km²)..